# Frogatto & Friends
Frogatto & Friends é um jogo de plataforma com elementos de aventura lançado em julho de 2010. O jogo recebeu críticas positivas, principalmente por sua pixel art "lindo". O jogo é multiplataforma e roda em Linux (incluindo dispositivos portáteis Nokia N900), AmigaOS4, AROS, Mac OS X, Microsoft Windows, iOS e BlackBerry Tablet OS. O jogo usa um mecanismo de código aberto (sob a licença zlib), com dados do jogo principalmente proprietários e parcialmente sob licença Creative Commons BY.

## Enredo
Em Frogatto & Friends, o jogador ajuda o personagem-título, Frogatto, a salvar seus amigos de problemas.

## Desenvolvimento e lançamento
O jogo foi criado por uma equipe que inclui o criador de The Battle for Wesnoth e três líderes do departamento de Wesnoth.
Em contraste com seu projeto anterior, The Battle for Wesnoth, a equipe Frogatto desenvolveu como uma pequena equipe centralizada, com a intenção de construir um motor sólido e um jogo para mostrar esse motor, antes de tentar construir uma comunidade em torno do jogo; a intenção é acelerar o desenvolvimento reduzindo a burocracia e permitir maior liberdade criativa sobre o trabalho.
O motor do jogo é programado em C++ com capacidade de plataforma cruzada em mente. No arquivo de licença GitHub do mecanismo de jogo Anura, o código-fonte é licenciado sob a licença zlib e o conteúdo incluído como CC0. Tanto o código-fonte quanto o jogo estão disponíveis publicamente desde a r125 de seu repositório de origem, mas eles não tentaram construir uma comunidade em torno do jogo até chegar à versão 1.0. Os desenvolvedores pretendem que o código-fonte do jogo seja usado para ajudar a criar outros jogos de código aberto. A engine também é multiplataforma e roda na maioria dos sistemas em que o jogo roda. Isso ajuda os desenvolvedores de plataformas menores (como o AmigaOS), fornecendo a eles tecnologias para criar novos jogos modernos de alta qualidade e de código aberto em (e para) seu sistema (e alcançar usuários de outras plataformas também).
O jogo foi lançado em julho de 2010. O jogo está disponível para compra para uma variedade de sistemas operacionais de computador (por exemplo, loja de aplicativos do MacOS), e na iPhone App Store e BlackBerry App World. Em 2013, a versão 1.3 foi disponibilizada através da Humble Store.

## Recepção
O jogo recebeu críticas positivas, principalmente por sua pixel art "perfeito". Metacritic classifica a versão iOS do jogo 78/100 com seis críticas favoráveis.